# Luís Monteiro Nunes da Ponte
Luís Monteiro Nunes da Ponte (Resende, 17 de novembro de 1884 — Porto, 29 de dezembro de 1971) foi um oficial general de Artilharia do Exército Português e político que, entre outras funções de relevo, foi deputado ao Congresso da República e governador civil do Distrito do Porto. Também se distinguiu pela sua colaboração em periódicos, alguma da qual reuniu em monografias.

## Biografia
Nasceu em Resende, filho de Maria Emília Monteiro Soares de Albergaria e de José Nunes da Ponte, médico, político republicano e poeta, natural da ilha de São Miguel, nos Açores, que exerceu clínica em Resende e depois se fixou na cidade do Porto, onde se destacou como político durante o período republicano. Foi ele quem proclamou solenemente a República da varanda do Município, tendo sido vice-presidente da Câmara Municipal, governador civil do Distrito do Porto, Ministro do Fomento do governo presidido por Pimenta de Castro e apoiante de Sidónio Pais. Assim, Luís Monteiro Nunes da Ponte nasceu no seio de uma família com ligações ao poder político, de ideologia conservadora, pertencente à média burguesia.
Seguiu a carreira militar, como oficial do Exército. Destinado a frequentar a Escola do Exército, em 24 de novembro de 1900 assentou praça, como voluntário, no Regimento de Artilharia n.º 4. Concluiu o curso de Artilharia da Escola do Exército a 11 de outubro de 1905 e foi promovido a alferes a 1 de novembro daquele ano. Continuou no Regimento de Artilharia n.º 4, onde em 1906 foi professor da Escola Regimental.
Em 20 de outubro de 1906 foi transferido para o Grupo de Artilharia de Guarnição n.º 6 , sendo aí promovido a tenente a 1 de dezembro de 1907, passando a prestar serviço no Grupo de Artilharia Montada, a partir de 26 de fevereiro de 1908.
Foi destacado para uma expedição à Guiné Portuguesa, para onde embarcou a 11 de março de 1908, chegando a Bissau a 19 do mesmo mês. Ali participou na Participou na Campanha da Guiné, tomando parte em diversos combates e acções nos meses de abril e maio daquele ano. Regressou a Portugal em 17 de junho de 1908, e logo a 27 de julho foi colocado no Grupo de Artilharia de Guarnição n.º 6, onde desempenhou funções de professor do curso de habilitação para sargentos. Nesse período matriculou-se no curso de engenharia civil da Universidade do Porto, que concluiu em 1914. 
TEntretanto foi transferido, em 5 de junho de 1911, para o Regimento de Artilharia n.º 6, onde prestou serviço no Estado-Maior após ter sido promovido a capitão, em 4 de abril de 1914.
Regressou em 1916 ao Regimento de Artilharia n.º 4, onde foi nomeado comandante de bateria. Foi nomeado para nova comissão colonial, sendo destacado para Moçambique, onde desembarcou a 6 de agosto de 1917. Estando em comissão de serviço na África Oriental Portuguesa, por decreto de 20 de julho de 1918, foi promovido a major, regressando a Lisboa em 4 de janeiro de 1919, ficando colocado no Regimento de Artilharia n.º 6, no qual foi nomeado comandante de grupo em 28 de fevereiro de 1919.
Entretanto, foi eleito deputado nas eleições legislativas portuguesas de 1918, realizadas a 28 de abril daquele ano, pelo círculo eleitoral de Penafiel, integrado nas listas do Partido Nacional Republicano, de inspiração sidonista. A legislatura teve a sua primeira sessão em 15 de julho de 1918 e manteve-se em funções até à sua dissolução em 20 de fevereiro de 1919.
Foi transferido em 28 de julho de 1919, para iguais funções no Regimento de Artilharia n.º 7. A 21 de outubro daquele mesmo ano foi transferido para Regimento de Artilharia n.º 4, e ali ascendeu ao posto de tenente-coronel em 16 de março de 1922, sendo nomeado 2.º comandante daquele Regimento a 24 de dezembro de 1925, cargo que desempenhou até ser transferido, a 23 de outubro do ano seguinte, para a 1.ª Inspecção de Artilharia.
Apoiante do golpe de 28 de maio de 1926 e da resultante Ditadura Militar, no posto de tenente-coronel, exerceu o cargo de governador civil do Distrito do Porto, em funções de 23 e junho de 1926 a 25 de maio de 1931. Teve ação importante na derrota da Revolta de Fevereiro de 1927 na cidade do Porto e no consequente reforço da ditadura naquela cidade.
Foi promovido a coronel, em 26 de agosto de 1931, e nomeado chefe da delegação da 1.ª Inspecção de Artilharia, cargo que ocupou até passar para a Direcção da Arma de Artilharia, serviço onde foi colocado em 14 de janeiro de 1933. Permaneceu nesses funções até ser nomeado comandante do Regimento de Artilharia Ligeira n.º 5, em 27 de janeiro de 1937, mantendo-se naquele comando até setembro de 1939, tendo então regressado à Direcção da Arma de Artilharia.
Foi nomeado em 29 de setembro de 1939 inspector interino da 2.ª Inspecção da Arma de Artilharia, cargo em que se tornou efectivo quando foi promovido a brigadeiro, a 29 de dezembro de 1939. Ocupou aquele cargo até passar à situação de reserva, em 11 de junho de 1941, por ter sido julgado incapaz para o serviço activo. Passou à reforma a 17 de fevereiro de 1954.
Na atividade literária, publicou várias comunicações apresentadas em congressos e conferências e colaborou em várias revistas militares e outras publicações, nomeadamente em O Tripeiro, cujas crónicas reuniu em dois volumes, com o título Recordando o Velho Porto.
Casou em 5 de Fevereiro de 1924 com Maria Amélia Malheiro Marinho Falcão e Castro, com quem teve três filhos. O seu nome é recordado na toponímia de Marco de Canaveses e do Porto (Lordelo do Ouro), localidades onde existe a «Rua Brigadeiro Nunes de Ponte».